# São Gonçalo do Gurguéia
São Gonçalo do Gurguéia este un oraș în Piauí (PI), Brazilia.